# Wolfgang Kilian (Kupferstecher)

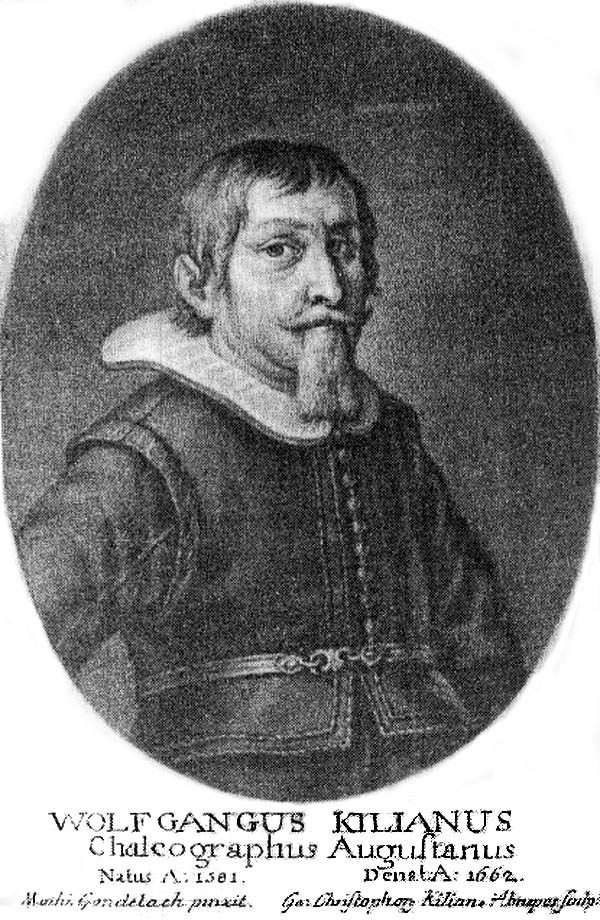
Wolfgang Kilian. Schabkunst von Georg Christoph Kilian (1709–1781) nach Mathäus Gundelach (ca. 1566–1653)

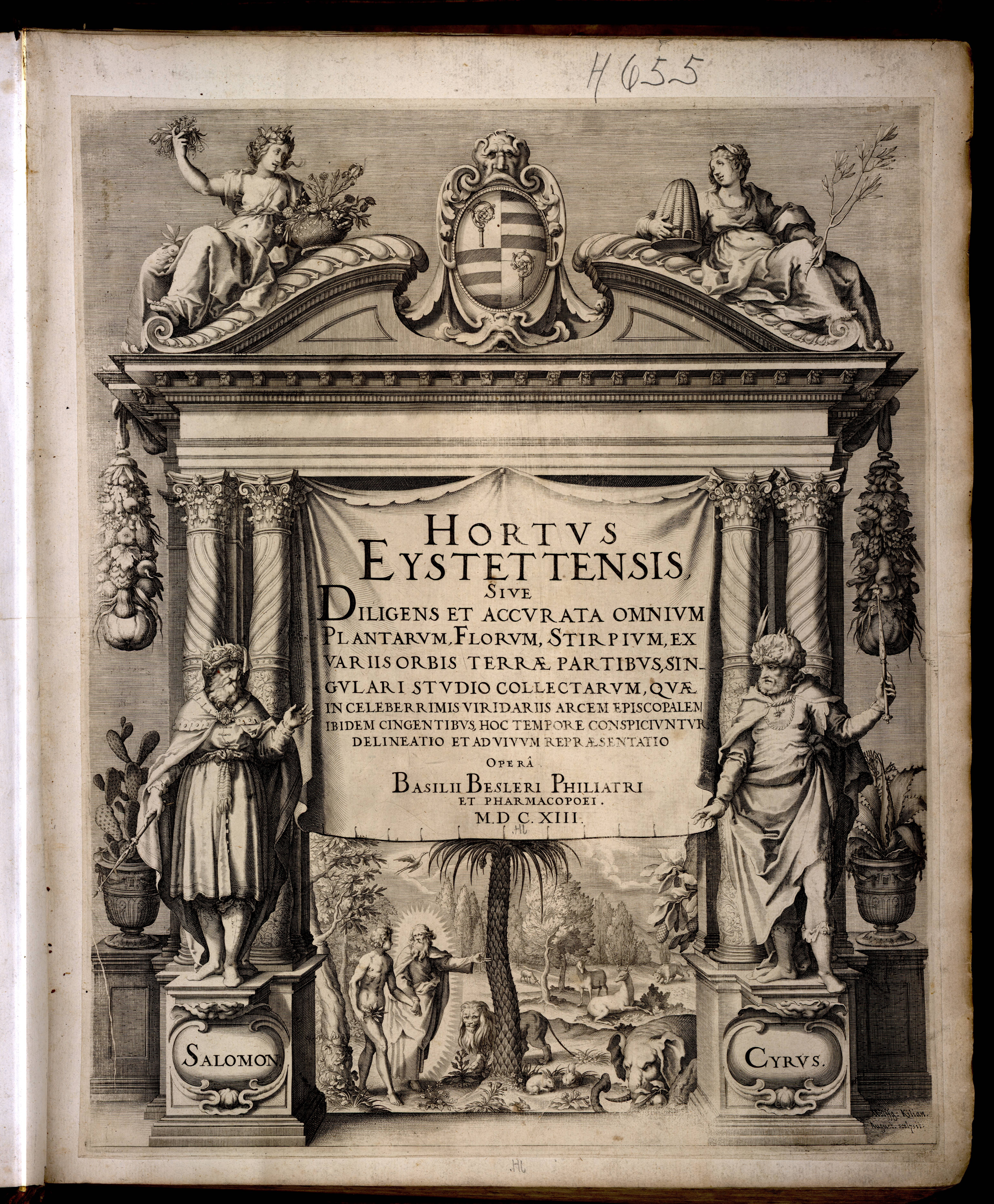
Titelblatt des Hortus Eystettensis. Kupferstich von Wolfgang Kilian, 1613

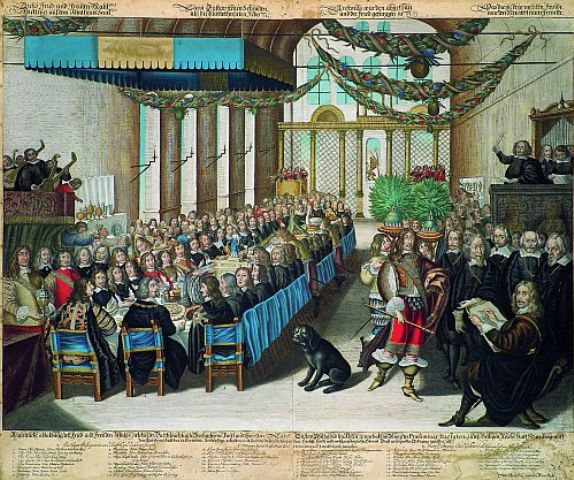
Das Friedensmahl des Kurfürsten Karl Gustav von der Pfalz im Nürnberger Rathaus. Kupferstich von Wolfgang Kilian (1651)

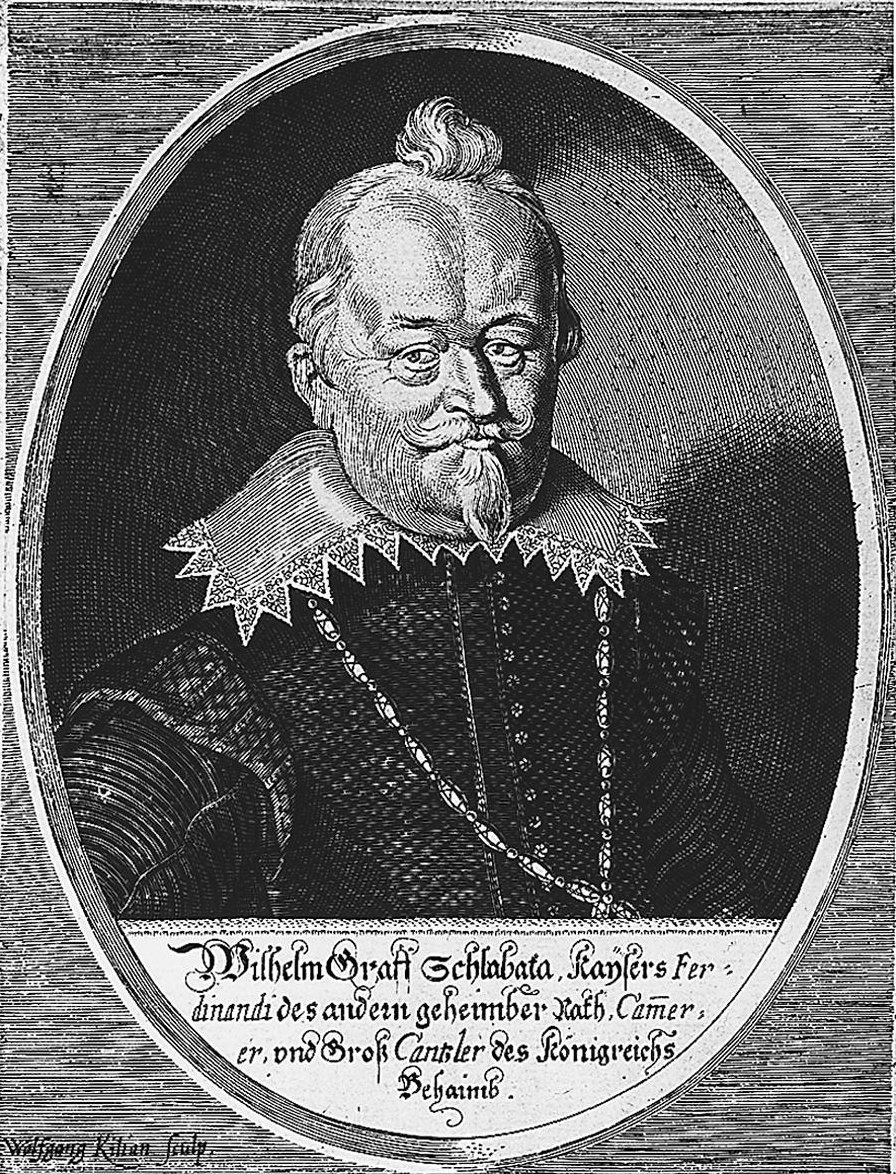
Wilhelm Slavata. Kupferstich von Wolfgang Kilian

Wolfgang Kilian (* 10. Mai 1581 in Augsburg; † 18. Februar 1663 ebenda) war ein deutscher Kupferstecher und Verleger.

## Leben und Werk
Kilian war der Sohn des Goldschmieds Bartholomäus Kilian (1548–1588), der seit ca. 1575 in Augsburg ansässig war. Seine Mutter Maria Pfeiffelmann (auch Pfeyffelmann) heiratete nach dem Tod ihres Mannes den Kupferstecher Dominicus Custos (um 1560–1612), der seine Stiefsöhne Lucas Kilian (1579–1631) und Wolfgang Kilian zu Kupferstechern ausbildete. Wolfgang konnte nach der Rückkehr seines Bruders aus Italien 1604 selbst in den Süden reisen. Längere Zeit verweilte er in Mantua, Mailand, Venedig und Rom, wo er zahlreiche Nachstiche von Gemälden von Tintoretto, Veronese, Bassano und Farinato anfertigte. Nach seiner Rückkehr nach Augsburg (1608) heiratete er am 31. Januar 1611 Susanne Endris. In dieser Zeit entstanden auch viele Pflanzendarstellungen und das Titelblatt zum Hortus Eystettensis. Bis zum Tod seines Schwiegervaters arbeitete er in dessen Verlag, dann gründete er seinen eigenen Verlag.
Den größten Teil seines Werkes machen Porträts aus: so die Porträtfolgen der Herzöge von Bayern und Sachsen sowie der Erzherzöge von Österreich, aber auch viele Einzelstiche. 1626 erschien ein Vogelschauplan der Stadt Augsburg in acht Teilen, der sogenannte „Kilianplan“. Daneben brachte er auch Architekturprospekte des Augsburger Rathauses und Zeughauses heraus. Außerdem schuf er Kupferstichserien, wie die zwölf Monate und die neun Musen sowie viele Thesenblätter.
Kilian hatte sechs Söhne und neun Töchter, von denen je drei das Erwachsenenalter erreichten: Johann Baptist Kilian (1623–1697) wurde Goldschmied, Philipp Kilian (1628–1693) und Bartholomäus Kilian der Jüngere (1630–1696) wurden Kupferstecher.